# 788
Cette page concerne l'année 788  du calendrier julien. Pour l'année 788 av. J.-C., voir 788 av. J.-C.
L'année 788 est une année bissextile qui commence un mardi.

## Événements
- 20 janvier : ambassade byzantine à Salerne. Deux spathaires récemment débarqués à Acropolis, en Lucanie, rencontrent la veuve d'Arigis II de Bénévent, Adalberge, et se concertent avec les Bénéventins pour coordonner une offensive conjointe contre les Francs et le Saint-Siège. Informé du complot, le pape Adrien Ier conseille à Charlemagne de ne pas envoyer en Italie Grimoald, otage à la cour du roi Franc, pour succéder à son père. Charles n'en tient pas compte[1].
- 30 mars : Charlemagne passe les fêtes de Pâques dans sa villa d’Ingelheim où il rassemble son plaid de printemps[2].
- Printemps :
  - Les Avars lancent des incursions sur les frontières de la Bavière et du Frioul[3]. En Italie, ils traversent la plaine de Vénétie jusqu’à Vérone, où ils incendient la basilique de San Zeno[4]. En Bavière, ils sont poursuivis au-delà de la frontière et presque anéantis sur le Danube.
  - Offensive byzantine en Italie du sud. Irène, indignée par la rupture des fiançailles entre son fils et la fille de Charlemagne, offre son appui à la veuve du duc Arigis II de Bénévent et fait débarquer en Calabre Adalgis, fils du dernier roi des Lombards Didier. Celui-ci n’obtient pas le soulèvement des Lombards escompté. Charles envoie le fils d'Arigis, mort en août 787, Grimoald et le duc de Spolète Hildebrand à la tête des troupes franques. Ils repoussent l'invasion grecque. Grimoald s'impose comme duc de Bénévent vassal des Francs[2] tandis que Charlemagne conquiert l’Istrie[5].
- 27 juin : ouverture du concile de Narbonne (ou en 791) ; Félix d'Urgell y participe et aurait justifié ses thèses (adoptianisme). L'existence de ce concile est controversée[6].

- Juin-juillet[7] : soumission de la Bavière de Tassilon, qui est accusé à l’assemblée générale d’Ingelheim par ses vassaux et ses évêques d’avoir trahi la parole donnée et de s’être allié aux Avars pour faire la guerre aux Francs. Sa femme, Liutberge, fille de l’ancien roi des Lombards Didier l’aurait incité à la révolte. Le duc est condamné à mort et destitué, puis enfermé dans un monastère. Le duché des Agilolfinges est réuni à l’Empire. Le pays est organisé en comtés[2]. La Carantanie (Slovénie) est incorporée à l'Empire franc avec la Bavière. Les évêques régionaux Arno et Deoderic sont envoyés par Charlemagne pour renforcer la christianisation des Slovènes. La liturgie se fait d’abord en langue vernaculaire, puis le latin est progressivement introduit[8].

- Septembre : raid arabe contre les Anatoliques et défaite byzantine à Podandus. Mort d'un officier byzantin, Diogène, peut-être le personnage à l'origine du poème épique de Digénis Akritas[9].
- 23 septembre : assassinat du roi Ælfwald de Northumbrie[10]. Osred II lui succède.
- 7 octobre : début du règne de Hisham Ier émir de Cordoue (fin en 796). Il s’oppose à ses deux frères pour s’emparer du trône[11].
- Novembre : 
  - Le basileus Constantin VI épouse sur concours Marie d’Amnia (Paphlagonie), la petite-fille de Philarète le Miséricordieux (uk)[12],[9].
  - Philetus stratège de Thrace est tué dans une embuscade bulgare dans la vallée du Strymon[9].

## Décès en 788
- 30 septembre : Abd al-Rahman, émir de Cordoue[13].
- Adalgis, prince lombard d'Italie, fils du roi Desiderius.